# Friedrich Hoffmann
Friedrich Hoffmann (ur. 19 lutego 1660 w Halle, zm. 12 listopada 1742 tamże) – niemiecki lekarz. Zajmował się pediatrią, wodami mineralnymi oraz meteorologią. Opisał wiele jednostek chorobowych w tym różyczkę, zapalenie wyrostka robaczkowego. Badał też system nerwowy. Uważał, że fizjologia ma naturę mechaniczną.
Znany jest również jako autor książki o czarownicach De potentia diaboli in corpora.